# Tankhuwa
Tankhuwa (nep. ताँखुवा) – gaun wikas samiti we wschodniej części Nepalu w strefie Kośi w dystrykcie Dhankuta. Według nepalskiego spisu powszechnego z 2001 roku liczył on 911 gospodarstw domowych i 4560 mieszkańców (2387 kobiet i 2173 mężczyzn).